# Перша загребська гімназія
Перша загребська гімназія (хорв. I. gimnazija u Zagrebu) — загальна гімназія у столиці Хорватії, найстаріша загальна гімназія в Загребі і друга найстаріша гімназія в Хорватії, заснована 1854 року. Зажила слави однієї з найкращих загальних гімназій Хорватії, про що свідчать результати національних олімпіад та державного підсумкового іспиту на атестат зрілості, висока кількість балів у вступників до неї та довгий список визначних випускників або колишніх учнів. Нинішній директор 1-ї гімназії проф. Дуня Марушич Брезетич (хорв. Dunja Marušić Brezetić).

## Історія
Перший клас 1-ї загребської гімназії було відкрито 20 листопада 1854, під який тимчасово виділили місце у будівлі семінарії на Кирило-Мефодіївській вулиці на Гричі. Наступного року набрали втричі більше учнів, тому їх переселили у будинок початкової школи біля «Попової вежі» на Вразовій набережній. Тоді заклад мав назву «Королівська нижча реальна школа». Лише рішенням цісаря Франца Йосипа I від 15 жовтня 1856 р. школа стала незалежною. За цією адресою вона пробула тільки два роки, адже 1858 міська влада Загреба ухвалила рішення перетворити нижчу реальну школу на вищу реальну гімназію (тобто з трирічної зробити шестирічну), тому придбала під неї будівлю у родини Йосипа Єлачича на набережній Штросмаєра, куди заклад переїхав восени 1958 року і де діятиме наступні 37 років. куди заклад переїхав восени 1858 року. 1 жовтня 1859 року було відкрито 4-й клас після отримання схвалення офіційного Відня, яке надійшло телеграфом. 1860 року відбувся прийом до 5-го класу, і лише в 1861 році після набору до 6-го класу, вища реальна гімназія стала повнокомплектною. З падінням неоабсолютизму, вже восени 1860, у першій гімназії як офіційну мову навчання було введено хорватську мову.
1895 гімназія знову переселилася, цього разу в нову будівлю на теперішній площі Рузвельта, де тоді розміщувалася вища комерційна та реальна восьмирічна гімназія. У цьому місці перша гімназія провела майже сто років, доки їй не довелося 1986 року переїхати через реконструкцію будівлі у музей витворів мистецтва з колекції Анте Топича Мімара. Потім почався шестирічний «невротичний» період, коли славетна школа не мала постійного приміщення для навчання, а вчителі та учні переїжджали з будівлі до будівлі, а іноді навіть доводилося міняти будівлі від уроку до уроку.
1992 гімназія знову отримала постійне місце вже за теперішньою адресою в Новому Загребі, а вчителі та учні поступово повернули давню репутацію школи. Нині в ній працює близько півсотні вчителів і навчається приблизно шістсот учнів. 

## Навчальна та позакласна робота
Заняття в 1-й гімназії проводяться в одну зміну, почергово через тиждень починаючись то вранці о 8:00, то пополудні о 14:00. Урок триває 45 хвилин, а перерви по 5 хвилин, за винятком великої перерви після третього уроку, яка триває 15 хвилин. 
Навчальні предмети: хорватська мова, латина, 2 іноземні мови (німецька, англійська, французька, італійська, іспанська, російська), музичне мистецтво, образотворче мистецтво, психологія, логіка, філософія, соціологія, історія, географія, математика, фізика, хімія, біологія, інформатика, політика та економіка, фізична і медична культура та предмет на вибір (етика або релігія).
Істотна частина викладання також відбувається на місцевості, з регулярними відвідинами природничого, археологічного, технічного та історичного музеїв Загреба, Меджимур'я, Вуковара, Національного парку Паклениця, Хорватської академії наук і мистецтв тощо, а також з індивідуальними поїздками у Відень, Верону та інші міста.
Останніми роками, найчастіше в другому класі, також відбуваються поїздки в Гардаленд, а наприкінці третього або на початку четвертого класу (майбутні) випускники школи їдуть у випускну подорож, найчастіше в Нідерланди, Прагу, Грецію або Іспанію.
Школярі можуть брати участь у багатьох позакласних заходах, насамперед у драматичному гуртку «Гордоган», дискусійному клубі Krvoločne Visibabe і мистецькому гуртку «Юні керамісти», а також у хорі дівчаток, Червоному Хресті, історичному гуртку, екогрупі, журналістському гуртку, бібліотечному гуртку, секції альпінізму, волонтерському клубі та ін.
Гімназисти також щороку беруть участь у Всесвітньому дні походів, виїжджаючи на Медведницю, та влаштовують велопробіг «Привіт весні», крім того, навчальний заклад співпрацює з посольством Франції, МВС, студентською асоціацією AIESEC та багатьма іншими.

## Відомі випускники або колишні учні

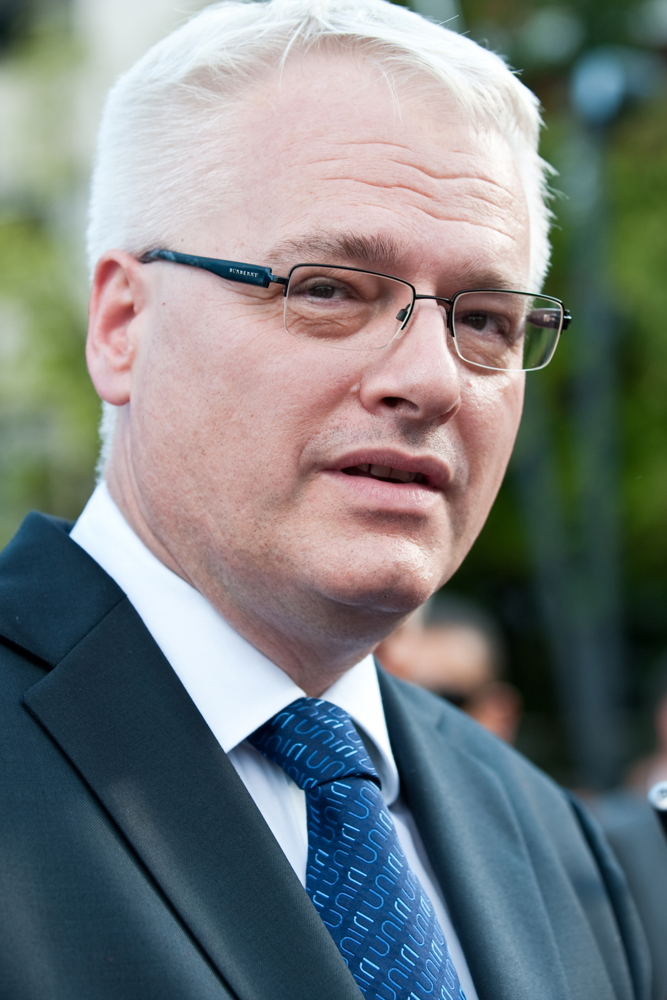
Випускниками гімназії були два президенти Хорватії, один із яких Іво Йосипович

- Володимир Бакарич — політик, державний діяч, теоретик марксизму, співзасновник ЗАВНОХ, перший голова СР Хорватія
- Август Цесарець — літератор, поет, революціонер, учасник Громадянської війни в Іспанії
- Доброслав Цесарич — академік, поет
- Володимир Девіде — академік, видатний математик, японознавець
- Бруна Есіх — науковиця, політик
- Вільям Феллер — видатний математик, професор університетів у Кілі, Стокгольмі, Копенгагені, Лунді, Прінстоні та Провіденсі.
- Отон Гліха — академічний живописець
- Драгутин Горянович-Крамбергер — палеонтолог, археолог, геолог, першовідкривач Крапинської доісторичної людини
- Іво Йосипович — композитор, професор університету, 3-й Президент Хорватії
- Борис Маґаш — академік, архітектор, проєктувальник міського стадіону у Спліті
- Зоран Міланович — юрист, політик, другий голова СДП (з 2006 по 2016), 10-й прем'єр-міністр Хорватії (2012—2016), 5-й Президент Хорватії (з 2020)
- Ватрослав Мимиця — кінорежисер, сценарист і продюсер
- Хрвоє Пожар — академік, професор університету
- Володимир Прелог — науковець, лауреат Нобелівської премії з хімії
- Вєкослав Шутей — диригент